# Periférie (divadelní hra)
Periférie je divadelní drama Františka Langera, které se odehrává na předměstí předválečné Prahy a vypráví o lásce, ale také o zločinu, svědomí a spravedlnosti. Je označována za  „český Zločin a trest“. Divadelní hra vyšla i knižně, zatím naposledy (po čtvrté) v roce 2010.  

## Inscenační historie
Poprvé byla Periferie uvedena v Městském divadle na Královských Vinohradech v roce 1925 v režii Jaroslava Kvapila a výpravě Josefa Čapka. Hlavní roli Frantina tehdy ztvárnil Zdeněk Štěpánek.  Od té doby byla tato hra inscenována mnoha dalšími divadly, nejen českými, ale i evropskými, a spatřili ji i diváci v Chicagu a Clevelandu. V samotném Divadle na Vinohradech mohli jeho diváci tuto hru vidět ještě dvakrát. V prosinci 1947 a zatím naposledy mezi lety 2017-2020  Režisérem tohoto představení byl Martin Huba.
Tato divadelní hra se stále též námětem pro rozhlasovou i televizní adaptaci. Ta rozhlasová je z roku 1973, televizní film vznikl v roce 1996.

## Stručný děj
Mladý muž, Franci, číšník a vynikající tanečník, se vrací z ročního pobytu ve vězení, kam se dostal kvůli účasti na jakési nepovedené loupeži, do níž ho zatáhli kamarádi. Setkává se s Annou, osamělou dívkou, která přišla o kancelářskou práci a živí se jako prostitutka. Oba tito lidé na okraji společnosti se do sebe zamilují.  Naneštěstí zastihne zamilovaný Franci u Anny jejího zákazníka a neúmyslně ho zabije. Vraždu se mu podaří zakamuflovat jako nešťastnou náhodu. Ač si Franci nejprve říká, jaké to měl vlastně "štěstí“, nakonec se u něj přihlásí svědomí. Chce o svém zločinu někomu říct, a i když mu to Anna zakáže, dojde nakonec na policii a přizná se. Nikdo mu zde však nevěří a vyhodí ho. Jakousi útěchu nachází Francin nakonec u bývalého soudce, ztroskotaného právníka chudých. Vše však přesto směřuje k tragickému vyústění...  

## Zajímavost
Při psaní této hry se František Langer nechal inspirovat čtením učení Sigmunda Freuda. Zajímalo ho, co se děje v lidském podvědomí. Co člověka nutí dělat a říkat na první pohled nesmyslné věci.